# Ludwig Wright

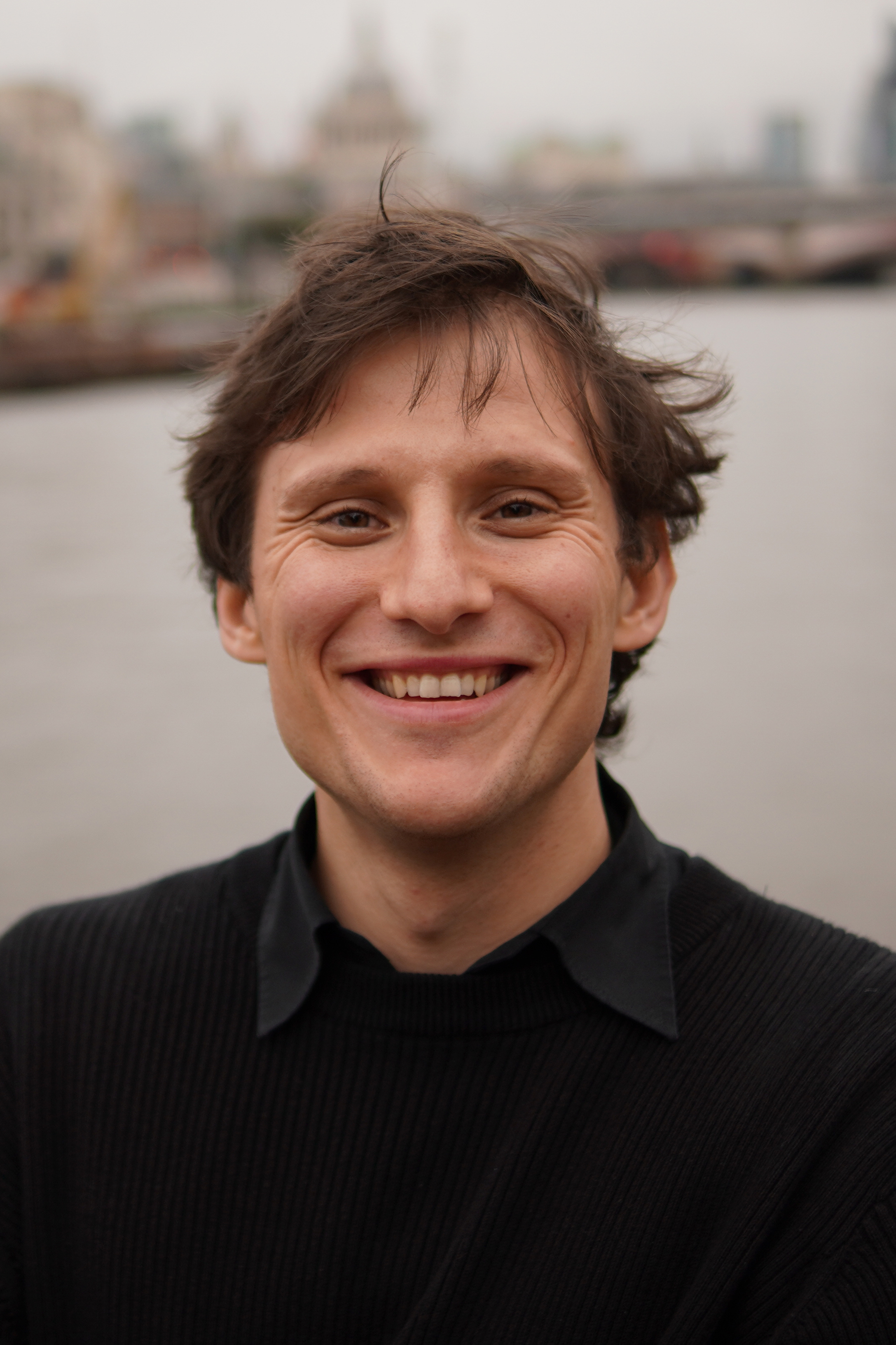
Ludwig Wright (2024)

Ludwig Wright (* 13. Januar 1995) ist ein deutsch-britischer Singer-Songwriter.

## Leben
Ludwig Wright wurde in Witzenhausen als Sohn eines britischen Vaters und einer deutschen Mutter geboren. Er absolvierte das Abitur am staatlichen Gymnasium in Heilbad Heiligenstadt und war Teil des dortigen Schulchores.
2018 veröffentlichte Wright sein erstes Album HOPE. Produziert wurde es von Benjamin Ostarek in Berlin, Schlagzeug spielte Markus „Onkel“ Lingner von den Ohrbooten. 2020 folgte das zweite Album LOVE, welches in London entstand.
2023 veröffentlichte Wright sein drittes Album Turn of Tides or Where the Waves Come From, welches von Micki Meuser produziert wurde.
Wright schrieb mit der Filmkomponistin Freya Arde das Lied Step Ahead, welches Teil der Filmmusik der vierten Verfilmung von Erich Kästners Roman Das fliegende Klassenzimmer wurde.
Wright ist Delegierter der außerordentlichen Mitglieder der GEMA, Vorstandsmitglied des Deutschen Komponist:innenverbandes (DKV), stellvertretender Vorsitzender des Landesverbandes Berlin des DKV und Mitglied des Bundesfachausschusses Zukunftswerkstatt des Deutschen Musikrats.

## Diskografie

### Alben
- 2018: HOPE
- 2020: LOVE
- 2023: Turn of Tides or Where the Waves Come From

### Singles
- 2020: Together
- 2021: My Life with You
- 2021: On the Road
- 2021: This Time
- 2023: Heaven and Ocean Blue
- 2023: Deep Waters
- 2023: Start to Sing
- 2024: Love Letters